# 阿斯各·格朗讓
阿斯各·埃米爾·瓦爾德馬爾·格朗讓（丹麥語：Asger Emil Valdemar Grandjean，1889年1月26日—1948年12月3日）是一位丹麥皇家海軍高級軍官，最高軍階海軍上校，為丹麥海軍航空兵的主要創始人，也是丹麥航空領域先驅與組織者。

## 生平
格朗讓出生於丹麥哥本哈根，於1905年進入海軍學校就讀，1909年任官少尉、1910年晉升中尉，1915年接受海軍飛行學校訓練，1916年時獲得飛艇艦長證書。1919年升上尉，並於同年4月1日任海軍飛艇站站長。1923年任海軍航空兵代理司令，1925年4月1日起任司令。擔任海軍航空兵司令期間，格朗讓還在1925年兼任「天貓座號」（Lossen）掃雷艦艦長、1933年5月兼任戒哨艦「菲拉號」艦長。
格朗讓曾為丹麥航空業付出大量貢獻，於1919至1920年間任丹麥航空郵務委員會成員、1919至1926年間任航空委員會成員、1920至1924年任阿邁厄島國家機場委員會顧問、曾協助規劃哥本哈根凯斯楚普机场、1919至1930年間作為丹麥代表團之一與各國簽署航空協議、1920至1926年間任公共工程部航空運輸事務顧問、1926至1940年間任航空委員會兼執行委員會成員。1937年2月1日，晉升海軍上校。1939年還兼任海軍軍官體育協會主席。
1941年11月1日，格朗讓任哥本哈根荷爾文海軍基地司令。1943年8月29日，被德軍拘留。1945年5月9日至1948年12月3日期間重任哥本哈根荷爾文海軍基地司令，並兼任全港總司令。
格朗讓原預計於1949年1月1日退役，但意外於1948年12月3日去世，葬於荷爾文公墓。

## 勳獎
- 軍官級丹麥國旗勳章：1926年5月9日[2]
- 銀十字級丹麥國旗勳章：1933年4月2日[2]
- 司令級丹麥國旗勳章：1939年7月13日[2]

## 資料來源
1. 1 2 3  Bjerg, Hans Christian. . Dansk Biografisk Leksikon.   [2021-06-11]. （原始内容存档于2021-06-11） （丹麦语）.
2. 1 2 3 4 5 6 7 8 9  Balsved, Johnny E. . www.navalhistory.dk.   [2021-06-11]. （原始内容存档于2017-07-25） （英语）.